# Drymaria firmula
Drymaria firmula là loài thực vật có hoa thuộc họ Cẩm chướng. Loài này được Steyerm. mô tả khoa học đầu tiên năm 1951.